# Раисинский сельсовет
Раисинский сельсовет — сельское поселение в Убинском районе Новосибирской области Российской Федерации.
Административный центр — село Раисино.

## История
Статус и границы сельского поселения установлены Законом Новосибирской области от 2 июня 2004 года № 200-ОЗ «О статусе и границах муниципальных образований Новосибирской области»

## Население
| 2002  | 2010  | 2012  | 2013  | 2014  | 2015  | 2016  |
| ----- | ----- | ----- | ----- | ----- | ----- | ----- |
| 3274  | ↘2746 | ↘2714 | ↘2684 | ↘2667 | ↘2660 | ↘2650 |
| 2017  | 2018  | 2019  | 2020  | 2021  |       |       |
| ↘2643 | ↘2622 | ↘2614 | ↘2592 | ↘2555 |       |       |

## Состав сельского поселения
| № | Населённый пункт | Тип населённого пункта       | Население |
| - | ---------------- | ---------------------------- | --------- |
| 1 | Асенкритово      | деревня                      | ↘234      |
| 2 | Каменка          | деревня                      | ↘158      |
| 3 | Раисино          | село, административный центр | ↗2240     |
| 4 | Херсонка         | деревня                      | ↘114      |